# Tipula (Microtipula) zeteki
Tipula (Microtipula) zeteki is een tweevleugelige uit de familie langpootmuggen (Tipulidae). De soort komt voor in het Neotropisch gebied.